# John W. Shy
John Willard Shy (* 23. März 1931; † 8. April 2022) war ein US-amerikanischer Militärhistoriker. Er war Professor an der University of Michigan und befasste sich vor allem mit dem Amerikanischen Unabhängigkeitskrieg und gilt in den USA als Autorität für dessen Militärgeschichte.
Shy studierte an der University of Vermont (Master-Abschluss) und wurde an der Princeton University promoviert. Danach lehrte er in Princeton, bevor er 1968 Professor an der University of Michigan wurde und gleich nach seiner Ankunft an der Universität eine Studiengruppe für Militärgeschichte gründete. 1974 hielt er die Harmon Memorial Lecture in Military History an der United States Air Force Academy in Colorado Springs. 1974/75 war er Gastprofessor (Harold Keith Johnson Chair of Military History) der Military History Research Collection an der U.S. Army War College Library.
2010 erhielt er den Samuel Eliot Morison Prize. 

## Schriften (Auswahl)
- mit Peter Paret: Guerrillas in the 1960s (= Princeton Studies in World Politics, No. 1). Praeger, New York 1961.
- Toward Lexington: The Role of the British Army in the Coming of the American Revolution, Princeton University Press 1965
- A people numerous and armed. Reflections on the military struggle for american independence, Oxford University Press 1976, 2. Auflage 1990
- Jomini, in Peter Paret: Makers of Modern Strategy: From Machiavelli to the Nuclear Age, Princeton: Princeton University Press, 1986
- Shy History and the history of war, George C. Marshall Lecture 2008, pdf[1], J. of Military History, Band 72, 2008, 1033–1046